# Nicolás Pérez González
Nicolás Pérez González (Asunción, 6 de diciembre de 1927 - Asunción, 18 de mayo de 1991) fue un cantante y compositor paraguayo, integró el Coro Polifónico del Ateneo Paraguayo en 1943. Un año después obtuvo una beca en la Escuela Nacional de Canto, institución en la cual, por espacio de cinco años estudió con Sofía Mendoza.

## Primeros pasos
En 1950, en Buenos Aires, estudió composición con el maestro Francisco Alvarenga, por entonces uno de los grandes nombres de la creación, la dirección y la difusión de la música paraguaya. Entre 1951 y 1953 estudió técnica vocal con Faroni Fainghaus, en São Paulo.
A comienzos de los años ‘60 se estableció en París donde estudió, entre 1966 y 1971, armonía, contrapunto, fuga, orquestación y composición, con Gerardo Guevara y Carlos Tuxen-Bang.
Como cantante, se inició en la lírica y, finalmente, decidió incursionar en la música popular, en la cual obtuvo sus mayores logros artísticos. Integró el trío “Los Cangrejos” con el que actuó por espacio de diez años. Ya en París, fue miembro fundador de Los Calchakis, conjunto de música popular latinoamericana establecido en Francia, con el cual trabajó como arreglador musical y vocalista, grabando más de veinte discos.

## Trayectoria
Obtuvo numerosos reconocimientos y premios por su obra, entre ellos el de los Juegos Florales Marianos de Asunción (1954), el Concurso musical para el carnaval asunceno (1955) y en 1976 por su obra “Tarumá”, seleccionada por el Instituto Francesco Canneti, de Vicenza (Italia).
Como cantante e instrumentista actuó en América, Europa, Asia y África, Asimismo, realizó la locución en el doblaje al español de varios filmes y, como recitante, estrenó la Cantata “Llanto por Ignacio Sánchez Mejía”, de Mauricio Ohana, sobre poesía de Federico García Lorca.

## Últimos años
Luego de cuarenta años de exilio regresó al Paraguay en 1989, luego de la caída de la dictadura del general Alfredo Stroessner (1954-1989). Participó activamente del movimiento cultural y musical, dando charlas y conferencias sobre temas de su especialidad.
Falleció en Asunción el 18 de mayo de 1991. Ese mismo año, sus amigos fundaron, en su memoria, el Círculo Paraguayo de Música Contemporánea “Nicolás Pérez González”.

## Obras
| Año       | Obra |
| --------- | --- |
| 1966      | Sus obras más importantes son “Mangoré” , para guitarra. “Tres canciones paraguayas en guaraní”, para voz y guitarra. |
| 1967      | “Mbaraka pu”, suite para guitarra. “Tres juguetes rotos”, para voz y guitarra. |
| 1968      | “Limón”, para voz y percusión. “Carta”, para voz y percusión. |
| 1968-1971 | “Nueve poemas de El Gran Zoo”, para voz, flauta y guitarra. |
| 1970      | “Elegía”, cantata. |
| 1971      | “Malambo í”, para orquesta. “Miniaturas irónicas”, para voz y guitarra. |
| 1972      | “Muerte de Perurimá”, para recitante y siete instrumentos. “Je-ro-ky”, para flauta. |
| 1973      | “Canción de las tres mitades”, para voz y piano. |
| 1975      | “Kurupi”, para cuarteto de metales, estrenada en Roma, Suite Sinfónica “Asunción Flores”, “Promenade”, para guitarra. |
| 1976      | “Tarumá”, para ocho instrumentos, “Triade”, para tres instrumentos. |
| 1978      | “Nosotros, los innombrables”, cantata popular. “Mborevi”, para dos guitarras. |
| 1984      | “Kambi-Kamba”, para voz, piano y maraca. “Historia de pájaros desplumados”, canciones. |
| 1985      | “Cuatro delirios”, canciones. |
| 1969      | En materia de música para películas ha escrito “The Rush (La bulla del diamante) (1969), para la televisión de Venezuela. |
| 1970-1972 | La musicalización de una serie de programas culturales de la televisión española y francesa. |
| 1975      | “Noir”, para la televisión de Francia y Bélgica. |
| 1976-1977 | Para teatro ha musicalizado “El país de las lágrimas”, de Gustavo Gap, representada en París y en provincias de Francia. Para radioteatro ha escrito “Pedro Páramo” de Juan Rulfo para la Radio Televisión de la Suisse Romande; “Le Moine” para France Culture. |